# Anti (album Rihanny)
Anti (zapis stylizowany: ANTI) – ósmy album studyjny piosenkarki Rihanny. Został wydany 28 stycznia 2016 roku w serwisie Tidal. Wydane w 2015 roku single – „FourFiveSeconds”, „Bitch Better Have My Money” oraz „American Oxygen”, które miały znaleźć się na płycie ostatecznie nie pojawiły się. Na albumie znajduje się cover utworu „New Person, Same Old Mistakes” zespołu Tame Impala pod zmienioną nazwą „Same Ol’ Mistakes” oraz w wersji deluxe utwór „Goodnight Gotham” z wykorzystanymi samplami z piosenki „Only If For A Night” zespołu Florence and the Machine.

## Nazwa
Nazwa Anti oznacza osobę przeciwną konkretnej polityce, działalności lub idei. Napis ten został umieszczony przy okładce albumu w MAMA Gallery w Los Angeles, podczas jej odsłonięcia. Poniżej widniał również napis:
„Przez współpracę z autorem okładki Royem Nachumem, Rihanna zmieniła historię okładek płyt. Kierując się swoją intuicją, jej praca dąży do tego, żeby wywierać wpływ poprzez robienie czegoś przeciwnego niż oczekuje tego społeczeństwo”.

## Kampania promująca
Rihanna wraz z Samsungiem pod koniec listopada 2015 rozpoczęła kampanię promującą album – ANTIdiaRy. Była to strona internetowa (dostępna tylko z urządzeń mobilnych), na której mieliśmy osiem pokoi i co jakiś czas został odblokowywany jeden z nich. Były one ponumerowane kolejno od R1 do R8. W pokoju mogliśmy się poruszać ruszając telefonem na różne strony, za pomocą akcelerometru. W każdym pokoju znajdował się minutowy filmik. Gdy pokój R8 został odblokowany album został wydany.
Pokoje: #R1 – The Bedroom (Sypialnia), #R2 – Studio (Studio), #R3 – Closet (Garderoba), #R4 – Tattoo Parlor (Salon Tatuażu), #R5 – Shell (Muszla), #R6 – Gallery (Galeria), #R7 – Office (Biuro), #R8 – ANTI Bedroom (Sypialnia ANTI).

## Premiera
Wersja standardowa albumu miała swoją premierę 28 stycznia 2016 roku w serwisie TIDAL. Wokalistka zrobiła prezent fanom i oprócz zwykłego streamingu udostępniła płytę do darmowego pobrania. Dzień później, w piątek 29 stycznia płyta ukazała się wraz z wersją deluxe, zawierającą trzy dodatkowe utwory w sklepach cyfrowych, takich jak iTunes czy Google Play oraz innych serwisach streamingowych.

## Sprzedaż
Album dzień po udostępnieniu do darmowego pobrania w serwisie TIDAL uzyskał status platynowej płyty. W Polsce nagrania uzyskały certyfikat trzykrotnie platynowej płyty. Zadebiutował również na pierwszym miejscu notowania Billboard 200.

## Lista utworów
Lista według Discogs:
Wersja standardowa
| Lp. | Tytuł utworu                   | Autor tekstu | Producent                                       | Czas  |
| --- | ------------------------------ | --- | ----------------------------------------------- | ----- |
| 1.  | Consideration (gościnnie: SZA) | SZA, Tyran Donaldson, Robyn Fenty | Scum, Kuk Harrell                               | 2:41  |
| 2.  | James Joint                    | Robert Shea Taylor, James Fauntleroy, Fenty | Robert "Shea" Taylor, Harrell                   | 1:12  |
| 3.  | Kiss It Better                 | Jeff Bhasker, John Glass, Natalia Kills, Fenty | Jeff Bhasker, John Glass, Harrell               | 4:13  |
| 4.  | Work (ft. Drake)               | PartyNextDoor, Boi-1da, Allen Ritter, Rupert Thomas, Drake, Fenty, Monte Moir | Harrell, Noah "40" Shebib                       | 3:39  |
| 5.  | Desperado                      | Krystin "Rook Monroe" Watkins, Mick Schultz, Fenty, A. Sneed, Alicia Reneé, Fauntleroy, Derrus Rachel                                                                              | Schultz, Harrell                                | 3:06  |
| 6.  | Woo                            | Chauncey "Hit-Boy" Hollis, Travi$ Scott, Jeremih, The Weeknd, Fenty, Terius "The-Dream" Nash, Rachel, Jean Baptist                                                                 | Hit-Boy, Travi$ Scott, Harrell                  | 3:55  |
| 7.  | Needed Me                      | Dijon "DJ Mustard" McFarlane, Fenty, Twice as Nice (Nick Audino, Lewis Hughes, Khaled Rohaim, Te Warbrick), Frank Dukes, Brittany Hazard, A. Sneed, Reneé, Charles Hinshaw, Rachel | DJ Mustard, Twice as Nice, Frank Dukes, Harrell | 3:11  |
| 8.  | Yeah, I Said It                | Timbaland, Bibi Bourelly, Evon Barnes, Daniel Jones, Chris Godbey, Jean-Paul Bourelly, Fenty                                                                                       | Timbaland, Fade Majah, Jones, Harrell           | 2:13  |
| 9.  | Same Ol’ Mistakes              | Kevin Parker | Parker, Harrell                                 | 6:37  |
| 10. | Never Ending                   | Chad Sabo, Fenty, Paul Herman, Dido Armstrong | Sabo, Harrell                                   | 3:22  |
| 11. | Love on the Brain              | Fred Ball Joseph Angel, Fenty | Ball, Harrell                                   | 3:44  |
| 12. | Higher                         | Ernest "No I.D." Wilson, B. Bourelly, Fenty, Fauntleroy, Jerry Butler, Kenny Gamble, Leon Huff                                                                                     | No I.D., Harrell                                | 2:00  |
| 13. | Close to You                   | Brian Kennedy, Fauntleroy, Fenty | Kennedy, Harrell                                | 3:43  |
|     |                                | |                                                 | 43:36 |

Wersja deluxe
| Lp. | Tytuł utworu     | Autor tekstu                                                                     | Producent                       | Czas  |
| --- | ---------------- | -------------------------------------------------------------------------------- | ------------------------------- | ----- |
| 14. | Goodnight Gotham | Paul Epworth, Florence Welch, Fenty, C. Boggs                                    | Mitus, Harrell                  | 1:29  |
| 15. | Pose             | Hit-Boy, B. Bourelly, Fenty, Webster                                             | Hit-Boy, Travi$ Scott, Harrell  | 2:24  |
| 16. | Sex with Me      | Braithwaite, Samuels, Feeney, Anderson "Vinylz" Hernandez, Chester Hansen, Fenty | Boi-1da, Dukes, Vinylz, Harrell | 3:27  |
|     |                  |                                                                                  |                                 | 50:54 |

## Okładka
Okładka „ANTI” powstała we współpracy Rihanny oraz artysty Roya Nachuma. Została ukazana światu 8 października 2015 roku w MAMA Gallery. Na okładce widnieje półnaga dziewczynka w złotej koronie na oczach, z wytłoczonymi literami Braille’a, trzymająca czarny balon. Okładka jest w utrzymana w czerwono-białej kolorystyce. Całą okładkę pokrywa wiersz, napisany literami Braille’a przez Chloe Mitchell. Jego tytuł to „If Let They Us” a treść prezentuje się następująco:
„I sometimes fear that I am misunderstood.
It is simply because what I want to say,
what I need to say, won’t be heard.
Heard in a way I so rightfully deserve.
What I choose to say is of so much substance
That people just won’t understand the depth of my message.
So my voice is not my weakness,
It is the opposite of what others are afraid of.
My voice is my suit and armor,
My shield, and all that I am.
I will comfortably breath [sic] in it, until I find the moment to be silent.
I live loudly in my mind, so many hours of the day.
The world is pin drop sound compared to the boom
That thumps and bumps against the walls of my cranium.
I live it and love it and despise it and I am entrapped in it.
So being misunderstood, I am not offended by the gesture, but honored.
If they let us...”
W wersji fizycznej wydawnictwa wiersz ten jest wytłoczony.